# Aquita acontioides
Aquita acontioides är en fjärilsart som beskrevs av Walker 1862. Aquita acontioides ingår i släktet Aquita och familjen trågspinnare. Inga underarter finns listade i Catalogue of Life.